# اداپادی
اداپادی (به انگلیسی: Edappadi) یک منطقهٔ مسکونی در هند است که در بخش سیلم (هند) واقع شده‌است. اداپادی ۵۵٬۳۸۵ نفر جمعیت دارد و ۲۳۹ متر بالاتر از سطح دریا واقع شده‌است.